# Raj-Vithi FC
Der Raj-Vithi Football Club  (Thai: สโมสรฟุตบอลราชวิถี) war ein thailändischer Fußballverein aus der Hauptstadt Bangkok, welcher zuletzt in der dritten Liga, der Regional League Division 2, Region Bangkok, spielte.
Der Verein wurde 2015 aufgelöst.

## Vereinserfolge
- Thailändischer Pokalsieger: 1974, 1975

- Queen’s Cup-Sieger: 1973

- Kor Royal Cup-Sieger: 1969, 1973, 1975, 1977

## Stadion
Bis zur Auflösung des Vereins 2015 trug der Verein seine Heimspiele im Rajamangala University of Technology Rattanakosin Salaya Campus Stadium (Thai: สนามมหาวิทยาลัยเทคโนโลยีราชมงคลรัตนโกสินทร์ ศาลายา) in Nakhon Pathom aus. Das Stadion hat ein Fassungsvermögen von 2000 Personen. Bei dem Stadion handelt es dich um ein Mehrzweckstadion und ist Eigentum der Rajamangala University of Technology.

### Spielstätten 2007 – 2014
| Saison    | Stadion | Stadionname                                                             | Standort                         | Kapazität | Eigentümer                           |
| --------- | ------- | ----------------------------------------------------------------------- | -------------------------------- | --------- | ------------------------------------ |
| 2007–2009 |         | BEC Tero Sasana Nong Chok Sport Stadium                                 | Nong Chok, Bangkok               | 5000      | Nong Chok National Football Center   |
| 2010      |         | Thai-Japanese Stadium                                                   | Din Daeng, Bangkok               | 6600      | Bangkok Metropolitan Administration  |
| 2010      |         | BEC Tero Sasana Nong Chok Sport Stadium                                 | Nong Chok, Bangkok               | 5000      | Nong Chok National Football Center   |
| 2011–2013 |         | Klong Chan Sports Center                                                | Bang Kapi, Bangkok               | N/A       | National Housing Authority           |
| 2013      |         | Boonyachinda Stadium                                                    | Talat Bang Khen, Lak Si, Bangkok | 3550      | Royal Thai Police                    |
| 2014      |         | Rajamangala University of Technology Rattanakosin Salaya Campus Stadium | Nakhon Pathom                    | 2000      | Rajamangala University of Technology |

## Ehemalige bekannte Spieler
| - Tawan Sripan - Seksan Piturat - Worachai Surinsirirat - Jatupong Thongsukh - Sarawut Kanlayanabandit - Chompoo Sangpo - Tanongsak Promdard - Sattrupai Sri-narong | - Prapart Kobkaew - Amnart Chalermchaowarit - Jatupong Thongsukh - Nakarin Fuplook - Michel Charlin Tcheumaleu - Seksan Piturat - Tawan Sripan - Wachira Sangsri |  |

## Saisonplatzierung
| Saison | Liga                                 | Liga            | Liga            | Liga            | Liga            | Liga            | Liga            | Liga            | Liga            | FA Cup          | League Cup      | Top Torschütze     | Top Torschütze  |
| Saison | Liga                                 | Spiele          | G               | U               | V               | F               | A               | Punkte          | Position        | FA Cup          | League Cup      | Name               | Tore            |
| ------ | ------------------------------------ | --------------- | --------------- | --------------- | --------------- | --------------- | --------------- | --------------- | --------------- | --------------- | --------------- | ------------------ | --------------- |
| 2007   | Division 1 - Group A                 | 22              | 7               | 8               | 7               | 31              | 34              | 29              | 5.              | –               | –               | –                  | –               |
| 2008   | Thai Premier League Division 1       | 30              | 7               | 5               | 18              | 36              | 58              | 26              | 14. ▼           | –               | –               | Tanongsak Promdard | 18              |
| 2009   | Regional League Division 2 - Bangkok | 18              | 8               | 5               | 5               | 35              | 24              | 29              | 4.              | –               | –               | –                  | –               |
| 2010   | Regional League Division 2 - Bangkok | 24              | 15              | 1               | 8               | 41              | 33              | 46              | 4.              | –               | –               | –                  | –               |
| 2011   | Regional League Division 2 - Bangkok | 30              | 13              | 9               | 8               | 34              | 26              | 48              | 6.              | –               | –               | –                  | –               |
| 2012   | Keine Teilnahme                      | Keine Teilnahme | Keine Teilnahme | Keine Teilnahme | Keine Teilnahme | Keine Teilnahme | Keine Teilnahme | Keine Teilnahme | Keine Teilnahme | Keine Teilnahme | Keine Teilnahme | Keine Teilnahme    | Keine Teilnahme |
| 2013   | Regional League Division 2 - Bangkok | 26              | 6               | 5               | 15              | 23              | 41              | 23              | 13.             | –               | –               | –                  | –               |
| 2014   | Regional League Division 2 - Bangkok | 26              | 1               | 4               | 21              | 14              | 74              | 7               | 14.             | –               | –               | –                  | –               |